# مستويات الخدمة

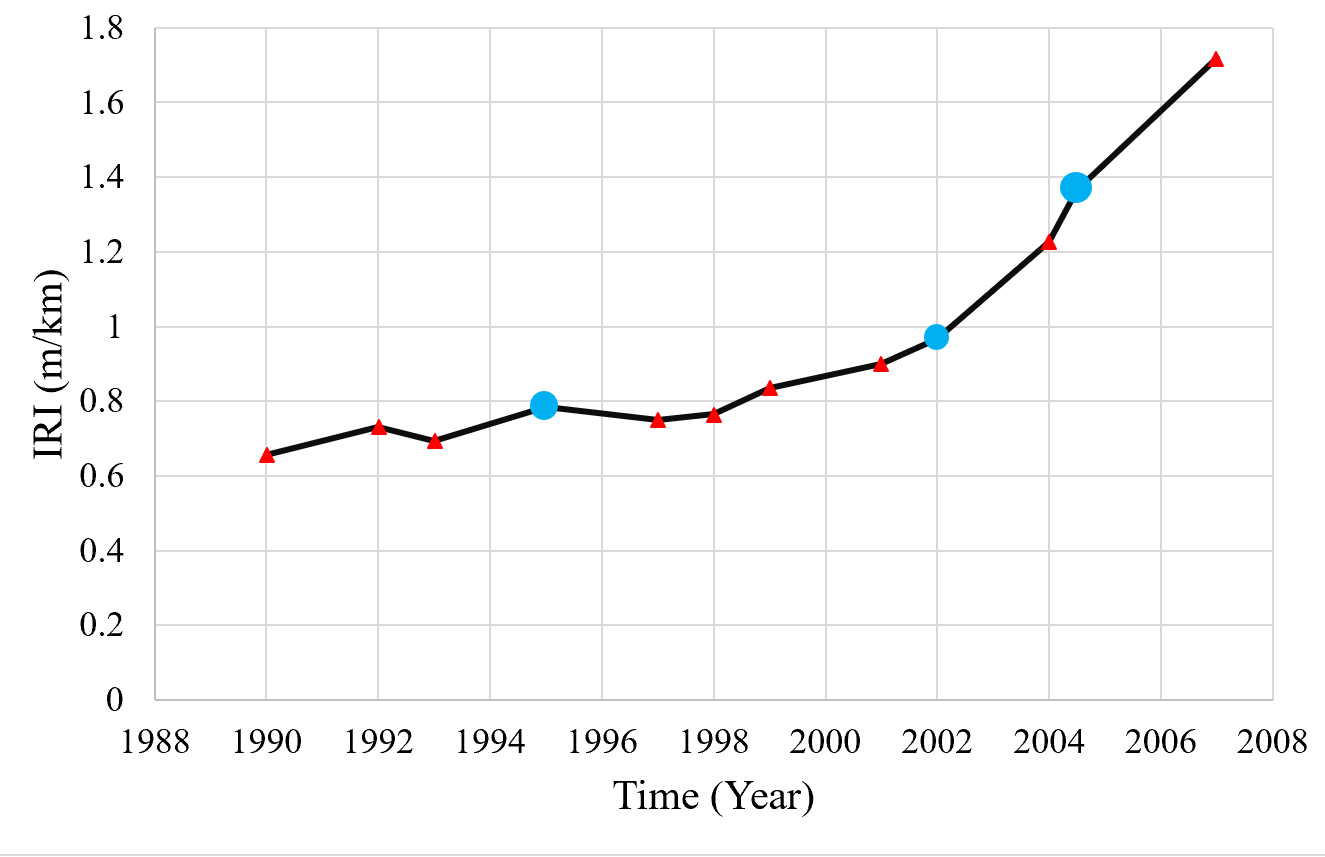

مستويات الخدمة (بالإنجليزية: Levels of Service) أو LOS هي مصطلح في إدارة الأصول يشير إلى جودة الخدمة المقدمة. يعد تحديد وقياس مستويات الخدمة نشاطًا رئيسيًا في تطوير خطط إدارة أصول البنية التحتية. قد تكون مستويات الخدمة مرتبطة بالأداء المادي للأصول أو يمكن تحديدها عبر توقعات الزبائن ورضاهم. على سبيل المثال، عند قياس LOS للطريق، يمكن قياسه بمؤشر حالة الرصيف أو عن طريق مقياس يتعلق برضا العملاء الزبائن أو المستخدمين مثل عدد الشكاوى شهريًا حول قسم الطريق المعين. أو في حالة مستوى الخدمة لحركة المرور، يمكن قياسها بواسطة هندسة الطرق أو وقت السفر للمركبات، مما يعكس جودة تدفق حركة المرور. لذلك، يمكن أن يكون لمستويات الخدمة جوانب متعددة منهم رضا المستخدمين، المتطلبات البيئية والمتطلبات القانونية.

## مستويات الخدمة الفنية والاستراتيجية
يمكن اعتبار مستويات الخدمة تقنية (فنية) أو إستراتيجية. يعكس مستويات الخدمة الفنية منظور مزود الخدمة، في حين يمثل LOS الإستراتيجي منظور المستخدم. على سبيل المثال، في حالة مجاري الصرف الصحي، يجوز للبلدية (كمقدم للخدمة) قياس عدد التصدعات في الأنابيب أو المجاري ونمذجة العمر المتوقع لها لضمان جودة الخدمة، ولكن الاهتمام الرئيسي للمستخدم هو توفر وموثوقية نظام الصرف الصحي، وليس بالضرورة الجوانب الفنية للبنية التحتية المادية. بعبارة بسيطة، طالما أنه يمكن للمستخدم غسل مرحاضه، فقد لا يكون لديه أي مشكلة في تدهور الأنبوب.

## مستويات الخدمة المقررة والحالية
مستويات الخدمة الحالية هي مستويات الخدمة التي يتم توفيرها حاليًا. مستويات الخدمة المقررة أو المتوقعة هي المستويات التي يرغب المستخدم في الوصول إليها. على سبيل المثال، على افتراض أن متوسط مؤشر حالة رصيف الطرق في بلدية هو 75 ومتوسط وقت السفر من النقطة A إلى B هو 55 دقيقة. تتعلم البلدية هذه المعلومات بعد قياس مستويات الخدمة للطرق وتريد تحسين هذه LOS للحاق بمستويات الخدمة المقررة. على افتراض أن LOS المطلوب أو مقرر للطرق هو متوسط PCI يبلغ 80 ووقت سفر متوسط قدره 50 دقيقة من النقطة A إلى B، يتعين عليهم العمل من أجل تحقيق هذا الهدف من خلال تحسين مستويات الخدمة الحالية.